# Rajd Rumunii
Rajd Rumunii (Raliul Romaniei, wcześniej Danube Rally (pol. Rajd Dunaju)) – międzynarodowy rajd samochodowy, odbywający się w Rumunii w ramach mistrzostw kraju w latach 1964–2004. Był również eliminacją Pucharu Mitropa, Mistrzostw Europy i Pucharu Pokoju i Przyjaźni.

## Zwycięzcy
| Rok  | Kierowca          | Pilot                | Samochód                     | Zespół                      |
| ---- | ----------------- | -------------------- | ---------------------------- | --------------------------- |
| 1964 | Walter Roser      | Cristl Staffner      | Steyr-Puch 650 TR            |                             |
| 1965 | Arnulf Pilhatsch  | Peter Lederer        | BMW 1800 TI                  |                             |
| 1966 | Walter Pöltinger  | Ernst Merinsky       | Volkswagen 1500              |                             |
| 1967 | Tony Fall         | Mike Wood            | Austin 1800 Maxi             |                             |
| 1968 | Pauli Toivonen    | Martti Tiukkanen     | Porsche 911 T                | Porsche KG                  |
| 1969 | Walter Pöltinger  | Johan-Hans Hartinger | Porsche 911 T                |                             |
| 1970 | Günther Janger    | Walter Wessiak       | Porsche 911 S                |                             |
| 1971 | Günther Janger    | Hans Siebert         | Volkswagen 1302 S            | VW Porsche Austria          |
| 1973 | Walter Röhrl      | Jochen Berger        | Opel Ascona 1.9 SR           |                             |
| 1974 | Walter Röhrl      | Jochen Berger        | Opel Ascona 1.9 SR           |                             |
| 1976 | Ilija Czubrikow   | Penco Tserowski      | Renault 17 Gordini           |                             |
| 1977 | Ilija Czubrikow   | Penco Tserowski      | Renault 5 Alpine             |                             |
| 1978 | Franz Wittmann    | Helmut Deimel        | Opel Kadett GT/E             |                             |
| 1979 | Václav Blahna     | Jan Soukup           | Škoda 130 RS                 |                             |
| 1980 | Mauro Pregliasco  | Vittorio Reisoli     | Alfa Romeo Alfetta GTV Turbo |                             |
| 1981 | Attila Ferjáncz   | János Tandari        | Renault 5 Alpine             |                             |
| 1982 | Leo Pavlík        | František Šimek      | Renault 5 Alpine             |                             |
| 1983 | Attila Ferjáncz   | János Tandari        | Renault 5 Turbo              |                             |
| 1984 | Attila Ferjáncz   | János Tandari        | Renault 5 Turbo              |                             |
| 1985 | Attila Ferjáncz   | János Tandari        | Renault 5 Turbo              |                             |
| 1986 | Nikołaj Bolszich  | Igor Bolszich        | Łada 2105 VFTS               |                             |
| 1987 | Vallo Soots       | Toomas Putmaker      | Łada 2105 VFTS               |                             |
| 1989 | Toomas Seger      | Tiit Paju            | Łada Samara 2108             |                             |
| 1990 | Siergiej Gołow    | Walerij Kołczugin    | Łada Samara 1600             |                             |
| 1992 | Dominique Rumeau  | Lionel Campo         | Peugeot 205 GTI 1.6          |                             |
| 1993 | Michel Tirabassi  | Georges Decour       | Lancia Delta Integrale       |                             |
| 1994 | Germando Berti    | Bernardo Serra       | Lancia Delta Integrale       |                             |
| 1995 | László Ranga      | Ernő Büki            | Ford Escort RS Cosworth      | MOL-Marlboro Rallye Team    |
| 1996 | László Ranga      | Ernő Büki            | Subaru Impreza 555           | Mol Rallye Team             |
| 1997 | Constantin Aur    | Dumitru Boboescu     | Toyota Celica Turbo 4WD      |                             |
| 1998 | Jasen Popow       | Dilian Popow         | Ford Escort WRC              | ASC Kremikovci              |
| 2000 | George Grigorescu | Radu Dumitriu        | Renault Mégane Maxi          | Dialog Renault Rally Team   |
| 2001 | Constantin Aur    | Silviu Moraru        | SEAT Córdoba WRC             | Petrom – Seat Sport Romania |
| 2002 | Constantin Aur    | Silviu Moraru        | SEAT Córdoba WRC             | Winchester Rally Team       |
| 2003 | Dan Girtofan      | Dorin Pulpea         | SEAT Córdoba WRC             | Rafo Racing Team            |
| 2004 | Dan Girtofan      | Dorin Pulpea         | SEAT Córdoba WRC             | Balkan Racing               |